# Зауличный, Ростислав Мирославович
Ростисла́в Миросла́вович Зау́личный (укр. Зауличний Ростислав Мирославович; род. 6 сентября 1968, Львов, СССР) — советский и украинский боксёр полутяжёлой весовой категории. Серебряный призёр летних Олимпийских игр в Барселоне, обладатель двух бронзовых медалей чемпионата Европы, бронзовый призёр чемпионата мира, обладатель Кубка мира, чемпион СССР и СНГ. Заслуженный мастер спорта СССР (1992).

## Биография
Родился 6 сентября 1968 года во Львове.
Впервые заявил о себе в 1988 году, когда на чемпионате СССР выиграл во втором среднем весе (75 кг) бронзовую медаль. Год спустя он повторил это достижение, а ещё через год завоевал чемпионский титул. В сезоне 1991 года сменил весовую категорию на полутяжёлую и вновь выиграл чемпионат Советского Союза. Завоевал бронзовые медали на Спартакиаде народов СССР и на чемпионате Европы шведском Гётеборге. В 1992 году одержал победу на единственном в истории чемпионате СНГ и в составе Объединённой команды отправился на летние Олимпийские игры в Барселону. Уверенно побеждал всех соперников, но в финале уступил именитому немцу Торстену Маю. Впоследствии сам спортсмен объяснил это поражение заговором, во главе которого стоял генеральный секретарь Международной федерации бокса немец Карл-Хайнц Вер: «Бой-то я выиграл, но шанс получить золото был только в том случае, если бы я нокаутировал соперника. Немцы кого задумывали, того и делали чемпионами».
После Олимпиады, несмотря на высокую конкуренцию в команде, Зауличный продолжил выступать на прежнем высоком уровне. В 1993 году завоевал бронзовые медали на чемпионате мира в Тампере и на первенстве Европы в Бурсе. Последних значимых результатов добился в 1994 году, когда на соревнованиях в Бангкоке стал обладателем Кубка мира. В 1996 году также защищал честь Украины на Олимпийских играх в Атланте, однако из-за множества накопившихся травм не мог боксировать на должном уровне и выбыл из борьбы за медали после первого же своего поединка. Последующие 2 года номинально оставался в сборной, но уже на вторых ролях, поэтому вскоре принял решение завершить карьеру боксёра. На любительском уровне провёл 252 боя, из них 230 окончил победой.
В 1998 году Ростислав Зауличный переехал в американский город Чикаго, где поначалу работал начальником охраны в русском ресторане «Метрополь». Потом начал собственный бизнес, открыл компанию, занимающуюся уборкой общественных помещений.
Женат вторым браком, есть дочь.